# Credit Rating Agency Reform Act
O Credit Rating Agency Reform Act (Pub.L. 109–291 (text) (pdf)) é uma lei federal dos Estados Unidos cujo objetivo é melhorar a qualidade dos ratings para a proteção dos investidores e do interesse público, fomentando a prestação de contas, a transparência e a concorrência no setor agências de classificação de risco de crédito.
Promulgada após ser assinada pelo presidente Bush em 29 de setembro de 2006,alterou a Lei de Bolsa de Valores de 1934 para exigir que organizações de classificação estatística reconhecidas nacionalmente (NRSROs) se registrassem na Securities and Exchange Commission (SEC).
Os críticos reclamaram que o domínio das "três grandes" agências de classificação - Standard & Poor's Ratings Services, Moody's Investors Service e a menor Fitch Rating - foram em parte responsáveis pela crise das hipotecas subprime de 2006–8. As agências avaliaram 98% dos trilhões de dólares de produtos de "investimento estruturado" voltados para hipotecas residenciais. Centenas de bilhões de dólares em títulos concedidos às agências com maior classificação - triplo A - foram posteriormente rebaixados para o status de "lixo", e as baixas contábeis e perdas chegaram a mais de meio trilhão de dólares.
A lei permitiu que agências de classificação de crédito menores e mais recentes se registrassem como "organizações de classificação estatística". A intenção do Congresso dos Estados Unidos era aumentar a escolha para os consumidores, abrindo o mercado para um número maior de agências de classificação, e também para incentivar classificações precisas e confiáveis.

## Eficácia do ato
No entanto, nos 12 meses que terminaram em junho de 2011, a SEC descobriu que os três grandes ainda emitiam 97% de todas as classificações de crédito, ante 98% em 2007. Os jornais McClatchy descobriram que "surgiu pouca concorrência na classificação dos tipos de títulos hipotecários residenciais complexos cuja implosão levou à crise financeira de 2007".
Os críticos reclamaram que o critério para designar uma agência de classificação como "uma organização de classificação estatística reconhecida nacionalmente" foi escrito por um "funcionário ainda a ser identificado de uma das três grandes agências de classificação" e é tão difícil que "evitou pelo menos um concorrente em potencial de obter aprovação e dissuadir outros de até mesmo se inscreverem". De acordo com os críticos, a lei estabeleceu "barreiras estranhas que são muito favoráveis aos titulares", tornou "excepcionalmente difícil para um jogador mais jovem se qualificar" como uma agência reconhecida pela SEC e "absolutamente bateu a porta para qualquer nova competição" em produtos estruturados - “a parte mais lucrativa do negócio de classificações”.